# That's My Goal
"That's My Goal" là bài hát của Shayne Ward, quán quân mùa thi thứ hai X Factor. Bài hát đã được phát hành ngày 21 tháng 12 năm 2005 làm đĩa đơn mở đầu cho album phòng thu đầu tay, Shayne Ward. Bài hát tiêu thụ được 742.180 trong 5 ngày đầu tiên, đánh bật vị trí quán quân của Nizlopi trên UK Singles Chart. Đây là đĩa đơn bán chạy thứ hai năm 2005 tại Vương quốc Anh, và tính đến năm 2006, ca khúc đứng thứ 69 trong danh sách các đĩa đơn bán chạy nhất trong lịch sử Anh. Tính đến nay, đĩa đơn tiêu thụ được khoảng 1,3 triệu bản riêng ở Anh.
"That's My Goal" có 4 tuần tại vị trí số 1 trên UK Singles Chart và có mặt trong top 75 trong vòng 5 tháng.

## Danh sách bài hát
1. "That's My Goal" – 3:40
2. "If You're Not the One" (trực tiếp trong The X Factor) – 2:16
3. "Right Here Waiting" (trực tiếp trong The X Factor) – 1:32

## Xếp hạng
| Bảng xếp hạng                       | Vị trí cao nhất |
| ----------------------------------- | --------------- |
| Châu Âu Hot 100 Singles (Billboard) | 4               |
| Ireland (IRMA)                      | 1               |
| Thụy Điển (Sverigetopplistan)       | 58              |
| Anh Quốc (OCC)                      | 1               |